# انتصار الإسلام (فلم)
انتصار الإسلام هو فيلم مصري عرض عام 1952، بطولة محسن سرحان وماجدة وفريد شوقي وهند رستم، تأليف وإخراج أحمد الطوخي.

## قصة الفيلم
أتم الله كلمته على الخليقة بنعمة الإسلام وكان من ضمن الذين اهتدوا إلى نوره شاب مسلم آمن بالدعوة الجديدة في ظل ظلم الجاهلية التي كان يعيش فيها وحاول دعوة أصدقائه إلى الدين الجديد إلا أن أحد منهم رفض وأصر على شركه وضلالته فتزوج هذا الشاب الورع بالتقوى إحدى الفتيات التي أسرها ذلك المشرك.

## طاقم التمثيل
- محسن سرحان
- ماجدة
- فريد شوقي
- هند رستم
- عباس فارس
- لولا عبده
- حسن البارودي
- رياض القصبجي
- شفيق جلال
- أجفان الأمير
- أنور زكي
- أحمد أباظة
- شلاضيمو
- عبد الحميد بدوي

## فريق العمل
- إخراج: أحمد الطوخي
- قصة وسيناريو: أحمد الطوخي
- حوار: إمام الصفطاوي
- مونتاج: أحمد إسماعيل
- إنتاج: أفلام شلتوت
- توزيع: نجيب نصر